# Gare de Straimont
La gare de Straimont est une ancienne halte ferroviaire belge de la ligne 165, d’Athus à Libramont, située au lieu-dit Straimont-Gare, sur le territoire de l'ancienne commune de Straimont, section de la commune d’Herbeumont, dans la province de Luxembourg, en Région wallonne.
Mise en service en 1880, elle ferme en 1984.

## Situation ferroviaire
Établie à 411 m d’altitude, la gare de Straimont était située au point kilométrique (PK) 61,3 de la ligne 165, d’Athus à Bertrix et Libramont, entre la gare de Saint-Médard et le point d'arrêt des Épioux.

## Histoire
L’Administration des chemins de fer de l’État belge livre à l’exploitation la section Florenville - Bertrix - Gedinne du chemin de fer d’Athus à la Meuse (actuelles lignes 165 et 166) le 20 décembre 1880. Elle comprend une halte à Straimont, administrée depuis la gare de Saint-Médard. Les installations d’origine ne comprennent ni voie de garage, ni pont à peser. Les installations sont par la suite complétées avec une voie de garage, une rampe (créée en 1892) et une cour à marchandises.
Bien que classifiée comme halte, elle est pourvue d'un bâtiment des recettes de plan type 1873 identique à celui des autres stations de l’Athus-Meuse ouvertes avant 1895 (à l’exception de Virton). Une carte postale d’époque représente le bâtiment des recettes, avec une aile de trois travées à droite, complété sur sa gauche par une halle à marchandises de deux travées à toiture débordante. Face à la gare, quelques commerces et habitation sont construits. Un passage à niveau, désormais disparu, donnait accès à la route menant au bois d'Herbeumont.
À la suite du Plan IC-IR la gare de Straimont et celle de Saint-Médard ferment aux voyageurs le 3 juin 1984. La date de destruction des bâtiments à Straimont n'est pas connue. Encore entier en 1980, le bâtiment des recettes a perdu son corps de logis avant 1987. Encore visible en 1996, l'aile subsistante, abritant le poste de block 28, a été démolie. Lors de l'électrification de la ligne en 2002, une sous-station électrique a été aménagée du côté opposé à l'ancienne halte.